# Катастрофа Trident под Лондоном
Катастрофа Trident под Лондоном (также известная как Авиакатастрофа в Стейнсе) — крупная авиационная катастрофа, произошедшая в воскресенье 18 июня 1972 года на окраине Стейнса. Авиалайнер HS-121 Trident 1C авиакомпании British European Airways (BEA) выполнял плановый рейс BE548 (позывной — Bealine 548) по маршруту Лондон—Брюссель, но через 2 минуты и 30 секунд после взлёта рухнул на поле около Стейнса и в 27 километрах от аэропорта Хитроу и полностью разрушился. Погибли все находившиеся на его борту 118 человек — 112 пассажиров (включая трёх пилотов BEA) и 6 членов экипажа.
По числу погибших это крупнейшая катастрофа в истории самолёта Hawker Siddeley Trident и на момент событий была крупнейшей авиакатастрофой в Великобритании (в настоящее время — вторая, после катастрофы Boeing 747 в Локерби, 270 погибших).

## Сведения о рейсе 548

### Самолёт
HS-121 Trident 1C (регистрационный номер G-ARPI, серийный 2109) был выпущен в 1964 году (первый полёт совершил 14 апреля). 2 мая того же года был передан авиакомпании British European Airways (BEA). Оснащён тремя турбореактивными двигателями Rolls-Royce Spey 512-14DW.

### Экипаж и пассажиры
Самолётом управлял опытный экипаж, состав которого был таким:
- Командир воздушного судна (КВС) — 51-летний Стенли Дж. Кей (англ. Stanley J. Key). Пилот-ветеран, налетал свыше 15 000 часов, свыше 4000 из них на Trident 1C.
- Второй пилот — 22-летний Джереми У. Кигли (англ. Jeremy W. Keighley). Налетал 29 часов, все на Trident 1C[* 1].
- Бортинженер — 24-летний Саймон Тайсхёрст (англ. Simon Ticehurst). Налетал свыше 1400 часов, свыше 750 из них на Trident 1C.

В кабине вместе с экипажем летел 27-летний КВС Джон М. Коллинз (англ. John M. Collins), ещё два вторых пилота — 28-летний Кеннет С. Уэйр (англ. Kenneth C. Ware) и 22-летний Роберт Э. Уайлд (англ. Robert E. Wilde) — летели как пассажиры.
В салоне самолёта работали трое бортпроводников:
- Фредерик Фэри (англ. Frederick Farey), 30 лет — старший бортпроводник.
- Алан Лэмб (англ. Alan Lamb), 23 года.
- Дженнифер Ф. Моуат (англ. Jennifer F. Mowat), 19 лет.

| Гражданство людей на борту | Гражданство людей на борту | Гражданство людей на борту | Гражданство людей на борту |
| Гражданство                | Пассажиры                  | Экипаж                     | Всего                      |
| -------------------------- | -------------------------- | -------------------------- | -------------------------- |
| Франция                    | 1                          | 0                          | 1                          |
| ФРГ                        | 1                          | 0                          | 1                          |
| Великобритания             | 28                         | 6                          | 34                         |
| США                        | 29                         | 0                          | 29                         |
| Канада                     | 3                          | 0                          | 3                          |
| Португалия                 | 1                          | 0                          | 1                          |
| Индонезия                  | 1                          | 0                          | 1                          |
| Австрия                    | 1                          | 0                          | 1                          |
| Бельгия                    | 29                         | 0                          | 29                         |
| Ирландия                   | 12                         | 0                          | 12                         |
| Испания                    | 1                          | 0                          | 1                          |
| Дания                      | 1                          | 0                          | 1                          |
| Нидерланды                 | 1                          | 0                          | 1                          |
| Индия                      | 1                          | 0                          | 1                          |
| Австралия                  | 1                          | 0                          | 1                          |
| Ямайка                     | 2                          | 0                          | 2                          |
| ЮАР                        | 4                          | 0                          | 4                          |
| Япония                     | 2                          | 0                          | 2                          |
| Всего                      | 112                        | 6                          | 118                        |

Всего на борту самолёта находились 118 человек — 6 членов экипажа и 112 пассажиров.

## Хронология событий

### Предшествующие обстоятельства, взлёт
Пилоты авиакомпании BEA планировали провести забастовку в знак протеста против участившихся случаев угонов самолётов. В самой авиакомпании мнения пилотов по этому поводу разделились — одни были за её проведение, другие выступали резко против. Это приводило к обострениям отношений и внутри лётных экипажей. Также опасаясь забастовки, многие пассажиры стремились успеть на ещё доступные рейсы, в связи с чем самолёты были часто заполнены полностью.
HS-121 Trident 1C борт G-ARPI выполнял плановый пассажирский рейс BE548 из Лондона в Брюссель, а время вылета по расписанию было 15:45. Разрешение на запуск двигателей было дано в 15:39, но разрешение на буксировку было получено только в 16:00. В 16:03 экипаж получил разрешение на руление к взлётной полосе. В 16:06 рейсу BE548 были даны инструкции по выполнению полёта, в том числе установка транспондера на 6615; экипаж подтвердил получение информации. В 16:06:53 пилоты доложили о готовности к взлёту, на что было дано разрешение на взлёт со взлётной полосы № э28R. После задержки в 42 секунды (в 16:08:24) лайнер начал разбег по ВПП. Тормоза были отпущены примерно в 16:08:30; вся дальнейшая хронология событий отсчитывается от момента отпуска тормозов.
Согласно принятой в авиакомпании BEA стандартной практике для данного рейса, взлёт должен был выполняться с выпущенными предкрылками и выпущенными на 20° закрылками. Далее после отрыва от ВПП скорость самолёта может быть увеличена до безопасной скорости взлёта (VNA), которая на 46 км/ч выше минимальной скорости взлёта (V2), а скорость для рейса BE548 была определена как 328 км/ч по IAS. Через 90 секунд с момента отпуска тормозов закрылки могут быть убраны, а режим двигателей снижен, что являлось мерой по снижению шума. Затем на высоте 914 метров тяга увеличивалась, а после достижения скорости 417 км/ч убирались предкрылки. Минимальные значения скоростей в зависимости от положения рычагов были достаточно хорошо известны пилотам, а преждевременная уборка механизации крыла была запрещена законом.
Взлёт проходил в нормальном режиме, на 42-й секунде (16:09:12) была поднята носовая стойка шасси, а через две секунды (16:09:14) на скорости 268 км/ч рейс BE548 оторвался от ВПП. На 63-й секунде (16:09:33) на высоте 108 метров от уровня ВПП и при скорости 315 км/ч был включён автопилот, после чего воздушная скорость была зафиксирована. На 74-й секунде (16:09:44) с креном 20° лайнер начал выполнять правый разворот на ненаправленный радиомаяк Эпсом. На 83-й секунде (16:09:53) командир доложил авиадиспетчеру о выполнении взлёта, на что получил указание переходить на связь с диспетчерским центром Лондон-контроль на частоте 128,4 МГц.

### Набор высоты, катастрофа

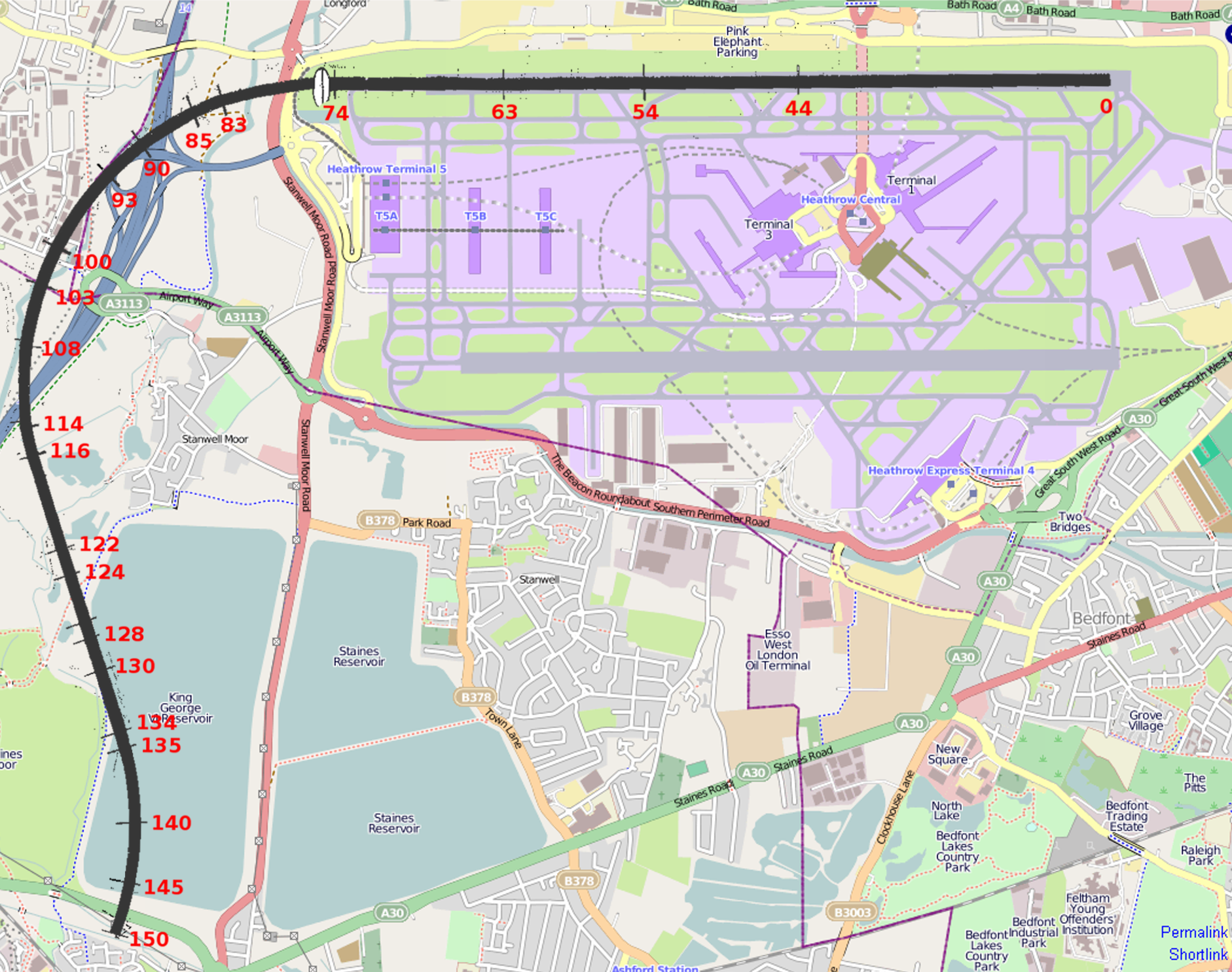
Схема полёта рейса 548

На 93-й секунде полёта (16:10:03) была начата процедура по снижению шума двигателей. Управление осуществлял КВС, который дал указание второму пилоту полностью убрать закрылки и перевести рычаги двигателей для снижения мощности. На 100-й секунде (16:10:10) командир доложил авиадиспетчеру: Проходим 1500, на что через три секунды авиадиспетчер дал указание подниматься до эшелона FL060 (1830 метров). На это на 108-й секунде (16:10:18) КВС доложил: До 60; это было последнее радиосообщение с борта рейса BE548 (впоследствии на месте катастрофы был найден журнал бортинженера, в котором был указан эшелон полёта FL060).
На 114-й секунде (16:10:24) скорость полёта составляла 300 км/ч, а высота 540 метров, когда по неизвестной причине был перемещён рычаг предкрылков, в результате чего те начали убираться. Так как скорость рейса 548 в этот момент была на 117 км/ч ниже минимально установленной для убранных закрылков (416 км/ч), то для предупреждения экипажа об опасности сваливания через две секунды (в 16:10:26) началась тряска штурвала, а ещё через секунду автопилот отключился. Экипаж не отреагировал на появившуюся тряску штурвала, поэтому система безопасности автоматически опустила нос самолёта для увеличения поступательной скорости, но командир вновь поднял нос для продолжения набора высоты, тем самым не выводя лайнер из сваливания. На 124-й секунде (16:10:34) штурвалы отклонило второй раз, а на 127-й секунде (16:10:37) — в третий, после чего через секунду пилоты отключили систему предупреждения сваливания, при этом продолжая сохранять положительный угол тангажа. На 133-й секунде (16:10:43) из-за отклонения штурвала «на себя» угол тангажа быстро увеличился, а поступательная скорость резко упала до 86 км/ч; лайнер резко перешёл в глубокий срыв и понёсся вниз. Через 17 секунд (в 16:11:00) рейс BE548 с высокой вертикальной скоростью пластом врезался в поляну на окраине Стейнса около шоссе A30 и полностью разрушился (относительно уцелели только хвостовая часть в районе стабилизаторов и центральная часть фюзеляжа в районе крыльев). Пожара на месте катастрофы не возникло.
К месту падения рейса 548 быстро прибыли очевидцы, которые попытались найти выживших. Был найден мужчина, но он умер на месте от полученных ран. Ещё одна женщина была в сознании, но умерла по дороге в больницу. Все остальные 116 человек погибли мгновенно при ударе, но впоследствии вскрытие тела КВС показало, что он умер до падения самолёта, сидя за штурвалом.
Со 118 погибшими катастрофа рейса BE548 в полтора раза превысила предыдущую крупнейшую авиакатастрофу в Великобритании — катастрофу Avro Tudor в Лландоу в 1950 году (80 погибших). Саму катастрофу под Лондоном через 16 лет на второе место отодвинула катастрофа Boeing 747 в Локерби в 1988 году, более чем вдвое превзойдя её по числу погибших (270). Также (на 2023 год) это крупнейшая катастрофа в истории самолёта Hawker Siddeley Trident.

## Расследование
Расследование причин катастрофы рейса BE548 проводил Отдел по расследованию авиационных происшествий Великобритании (AAIB).
Следователи быстро установили причины катастрофы:
- попадание самолёта в режим «глубокого срыва», вызванное уборкой предкрылков на слишком малой скорости;
- ошибочные действия экипажа.

Непосредственного виновника катастрофы (члена летного экипажа), принявшего решение убрать предкрылки, установить не удалось. Командир рейса 548 Стенли Дж. Кей страдал тяжёлой формой атеросклероза и мог умереть ещё до того, как был назначен командиром на рейс BE548.
Также следователям AAIB не удалось установить, из-за чего пилоты не увеличили тягу двигателей и допустили опасное снижение скорости самолёта, и из-за чего КВС отключил автопилот на недопустимо малой высоте, в результате чего лайнер на самом критическом отрезке полёта стал практически неуправляемым со стороны экипажа.
Окончательный отчёт расследования AAIB был опубликован 14 апреля 1973 года.

## Последствия
После катастрофы рейса BE548 на всех самолетах Hawker Siddeley Trident рычаги управления предкрылками и закрылками были объединены, а их выпуск и уборка взяты под контроль автоматики. Медицинские осмотры лётного состава стали более скрупулёзными, а пилоты-ветераны попали в «группу риска» и стали проходить обследование на предмет заболеваемости атеросклерозом.

## Культурные аспекты
- Авиакатастрофа в Стейнсе показана в 13 сезоне канадского документального телесериала Расследования авиакатастроф в серии Борьба за жизнь.
- Катастрофа рейса 548 показана в сериале Выживание в небесах (англ. Survival In The Sky) (известный в Великобритании под названием Black Box)[10] в серии Обвиняем пилота (англ. Blaming The Pilot).
- Также катастрофа упоминается в книге И. А. Муромова «100 великих авиакатастроф» в главе Самолёт «Трайдент» разбился под Лондоном.

### Комментарии
1. ↑  В авиакомпанию BEA он устроился в конце мая 1972 года
2. ↑  Здесь и далее указано Всемирное координированное время — UTC